# Gommaar
Nederlandse voornaam, in navolging van Gommarus van Lier. De voornaam komt dan ook voornamelijk voor bij bewoners van Lier en omstreken. 
De etymologie van de naam Gommaar/Gommarus ligt in het germaanse woord 'gothmar', afgeleid van 'gotho' (god of ook strijd) en 'maru' (vermaard/beroemd), waardoor Gommaar zoiets betekent als 'door god beroemd' of 'door de strijd vermaard'.
De achternaam "Gomaer", "Gomarus" of "Gommers", en ook Gommans, Goumans en Goemans zijn patroniemen van de voornaam Gommaar/Gommarus. Ook de (veelal ouderwetse) voornamen 'Kommer', 'Kommerina' of 'Kommertsje' zijn van Gommaar afgeleid.
Bekende naamdragers:
- tekenaar Gommaar Timmermans, zoon van Felix Timmermans
- Franciscus Gomarus
- atlete Mia Gommers